# Jü Ken-vej
Jü Ken-vej (Yu Genwei) (egyszerűsített kínai: 于根伟, pinjin, hangsúlyjelekkel: Yú Gēnwěi; Tiencsin, 1974. január 7. – ) kínai válogatott labdarúgó és edző.

## Pályafutása

### Klubcsapatokban
Pályafutása során egyetlen klubcsapatban a Tiencsin Teda csapatában játszott. 1994 és 2005 között több mint 200 mérkőzésen lépett pályára a klub színeiben és 85 alkalommal volt eredményes.

### A válogatottban
1997 és 2004 között 20 alkalommal játszott a kínai válogatottban és 2 gólt szerzett. Részt vett a 2002-es világbajnokságon, ahol a Costa Rica és a Törökország elleni találkozón csereként lépett pályára. A Brazília elleni csoportmérkőzésen nem kapott lehetőséget.

### Edzőként
2007 és 2009 között a Tiencsin Tedánál működött közre segédedzőként. 2021-től Tiencsin Jinmen Tiger edzője. 